# Патерно (провінція Потенца)
Патерно (італ. Paterno) — муніципалітет в Італії, у регіоні Базиліката, провінція Потенца.
Патерно розташоване на відстані близько 320 км на південний схід від Рима, 29 км на південь від Потенци.
Населення — 3394 особи (2014).

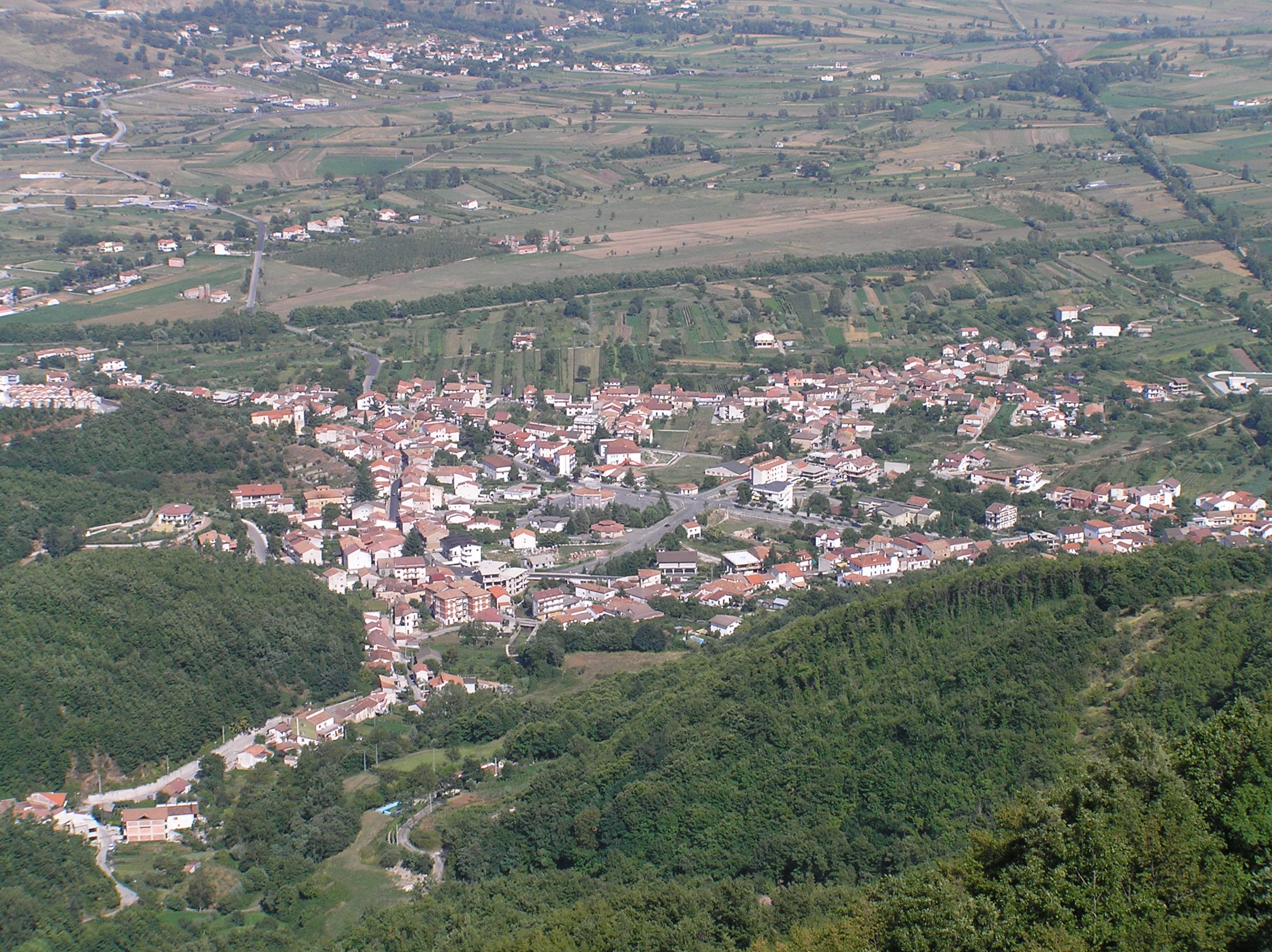

Щорічний фестиваль відбувається 6 травня. Покровитель — San Giovanni Evangelista.

## Демографія
Населення за роками:

Станом на 1 січня 2023 року в муніципалітеті офіційно проживало 69 іноземців з 10 країн, серед них 36 громадян країн Євросоюзу та 2 громадяни України.

## Сусідні муніципалітети
- Марсіко-Нуово
- Марсіковетере
- Падула
- Трамутола